# Joseph Kuklinski
Joseph Michael Kuklinski (5 mei 1944, New Jersey – 22 september 2003) was een Amerikaanse kindermoordenaar. Hij was de broer van huurmoordenaar Richard Kuklinski.
Kuklinski zat sinds 1971 gevangen. Hij zat in dezelfde gevangenis als zijn broer en kwam hem weleens tegen. Hij werd veroordeeld voor de verkrachting van en moord op een twaalfjarig meisje.